# Busolwa
Busolwa è una circoscrizione rurale (rural ward) della Tanzania situata nel distretto di Nyang'hwale, regione di Geita. Conta una popolazione di 16 894 abitanti (censimento 2012).